# Diana 300 R
Das Druckluftgewehr Diana 300 R ist ein Mehrlader-Luftgewehr.
Beim Modell 300 R handelt es sich um ein starres, 7-schüssiges Repetiersystem. Gespannt und geladen wird das System mittels eines Unterhebels, die Zuführung der Geschosse erfolgt dabei durch einen Kugelzuführungsstift aus einem der beiden mitgelieferten Trommelmagazine. Die Waffe ist mit einer automatischen Sicherung, einer Präzisionsvisierung und einem lackierten, jagdlichen Schaft ausgestattet. Geschossen wird wegen der Art der Munitionszuführung vorwiegend mit Diabolos, Spitzgeschosse sind jedoch möglich.
- Kaliber: 4,5 mm
- Länge: 115 cm
- Lauflänge: 43 cm
- Gewicht: 3,6 kg
- V0: 260 m/s (175 m/s in der „F“ Ausführung)
- Magazinkapazität: 7 Schuss

## Weblink
- Website der Firma Diana Airguns